# شرکت کیبلر

کامیون تحویل Keebler، ایالات متحده ، میشیگان

شرکت کیبلر (انگلیسی: Keebler Company) یک تولیدکننده آمریکایی کلوچه و تولیدکننده سابق تردک است. این شرکت که در سال ۱۸۵۳ تأسیس شد، تنقلات پخته زیادی تولید کرده‌است، که توسط الف‌های کیبلر تبلیغ می‌شوند.